# Acanthodelta marquesanus
Acanthodelta marquesanus là một loài bướm đêm trong họ Noctuidae.